# Boulmiougou
Boulmiougou war bis 2012 eines von fünf Arrondissements, in das Ouagadougou, die Hauptstadt des westafrikanischen Staates Burkina Faso, unterteilt war.
Der Name bedeutet auf Moore, der Sprache der Mossi, „roter Brunnen“. Das Arrondissement wurde am 2. November 1988 gegründet, die ersten Kommunalwahlen fanden 1995 statt. Das Gebiet Boulmiougous umfasst auf 4780 Hektar jeweils vier Sektoren und Dörfer. Die Einwohnerzahl beträgt 366.182 Personen (Zensus 2006).